# ジョン・ベル・フッド
ジョン・ベル・フッド（英: John Bell Hood、1831年6月1日または6月29日 - 1879年8月30日）は、南北戦争の時の南軍将軍である。フッドはその勇敢さと攻撃性で評判を取ったが、それは時には向こう見ずと紙一重だった。南軍でも最良の旅団および師団指揮官の一人とされているが、戦争後半でより大きく独立した軍隊指揮官に昇進していくにつれてその力は徐々に効力が無くなり、アトランタ方面作戦やフランクリン・ナッシュビル方面作戦で軍隊を率いて決定的な敗北を喫したことで、その軍歴が損なわれた。

## 生涯

### 初期の経歴
フッドはケンタッキー州オーイングスビルで、医者のジョン・W・フッドとセオドシア・フレンチ・フッド夫妻の息子として生まれた。後に南軍の将軍になったグスタヴス・ウッドソン・スミスとは従兄弟であり、アメリカ合衆国下院議員リチャード・フレンチの甥だった。フレンチ下院議員が得た陸軍士官学校への入学指名により入学したが、フッドの父は息子に軍人として経歴を積ませることに躊躇っていた。フッドは1853年に同期52名注44番目の成績で卒業したが、最終学年の時のひどい成績で退学処分になりそうになった後で初めは96番ということになっていた。ウェストポイントでの惨めな記録にも拘わらず、1860年にはウェストポイントの騎兵主任教官に指名されたが、活動的な野戦連隊に留まりたいということと、近付きつつある戦争で選択肢を残したいと言ってその職を辞した。
ウェストポイントや後の軍隊生活で、友達には「サム」と呼ばれていた。
同級にはジェイムズ・マクファーソン、ジョン・M・スコフィールドがいた。ジョージ・ヘンリー・トーマスからは砲兵の指導を受けた。これら3人は北軍の将軍になり戦場でフッドと対戦した。
フッドは第4アメリカ歩兵連隊の少尉に任官し、カリフォルニア州で務め、後にはテキサス州の第2アメリカ騎兵隊に転属され、そこで、アルバート・ジョンストン大佐やロバート・E・リー中佐の下に付いた。フードはメイソン砦から斥候隊を指揮して出たときに、彼の軍歴の中で受けた多くの傷の中の一つを受けた。テキサス州デビルズ川でコマンチェ族との戦闘中に左手を矢が突き通した。

### 南北戦争

#### 旅団および師団指揮官
フッドはサムター要塞の戦い直後にアメリカ陸軍から退役し、生まれ故郷のケンタッキー州が中立を採ったことに不満で、任地のテキサス州のために働く決心をした。騎兵大尉として南軍に加わり、1861年9月30日までに第4テキサス歩兵連隊を指揮する大佐に昇進した。
1862年2月20日には、それ以降フッドのテキサス旅団と呼ばれる旅団の指揮官となった。この部隊は南軍のポトマック軍の一部隊となり、3月3日には准将に昇進した。半島方面作戦では北バージニア軍の部隊としてテキサス旅団を率い、前線から戦闘に自ら熱心に部隊を率いて攻撃的な指揮官としての評判を築いた。6月27日のゲインズミルの戦いでは、1個旅団の突撃を率いて北軍の戦線を破って傑出した働きをし、七日間の戦いでも南軍側で最も成功した働きとなった。この戦争でフッドは怪我もなく戦場から脱出したが、旅団の他の士官は戦死するか負傷した。
半島でのその成功の故に、北バージニア軍ジェイムズ・ロングストリート少将の第1軍団で、1個師団を任されるようになった。北バージニア方面作戦ではその師団を率いて、北軍をほとんど崩壊寸前まで追い込んだ第二次ブルランの戦いでは、ロングストリートがジョン・ポープ軍の左翼に大量攻撃を掛けたときに、衝撃的な部隊の主要指導者となってその評判を継続した。北軍を追撃しているときに、捕獲した救急車について上官との論争に巻き込まれた。ロングストリートはこの論争の件でフッドを逮捕し、軍隊から去るように命令したが、リー将軍が干渉しフッドを留まらせた。メリーランド方面作戦の時は、サウス山の戦いの直前に、フッドはまだ事実上拘束されて後衛にいた。そのテキサス騎兵が馬で通りすがったリー将軍に向かって「フッドを出してくれ」と叫んだ。フッドはその行動に対して謝罪を拒んでいたものの、リーはフッドを指揮に戻した。しかし、この2人の将軍は最終的に仲が良くなった。
アンティータムの戦いでは、フッドの師団が南軍の左翼にあったストーンウォール・ジャクソンの軍団の救援に向かった。ジャクソンはフッドの働きに感心し、少将への昇進を推薦したので、それが1862年10月10日付けで実現した。
12月のフレデリックスバーグの戦いでは、フッドの師団はほとんど戦闘に参加しなかった。1863年の春、チャンセラーズヴィルの戦いでの大勝利の時に、ロングストリートの第1軍団がバージニア州サフォークでの別働隊に派遣されていたために、現場には居合わせなかった。

#### ゲティスバーグ
ゲティスバーグの戦いの時、ロングストリート軍団は1日目の1863年7月1日遅くに戦場に到着した。リー将軍は2日目の戦いで、ロングストリート軍団が北東のエミッツバーグ道路を上がって北軍の左翼に攻撃を掛ける作戦を立てた。フッドは自隊がデビルズデンと呼ばれる岩がゴロゴロしている難しい地形を担当することになるので、その割り当てに不満だった。ロングストリートに向かって、北軍の左翼を回り込みビッグラウンドトップと呼ばれる山を越えて北軍の後を叩く許可を求めた。ロングストリートはその許可を拒み、フッドが繰り返し抗議したにも拘わらずリーの命令を主張した。フッドは妥協するしかないとみて、7月2日午後4時頃に出発したが、様々な要素が重なって意図していた方向からは東に逸れ、結果的にリトルラウンドトップで北軍とぶつかった。しかし、攻撃が開始されて直ぐにフッドの頭上で砲弾が爆発し、左腕が重傷となって動けなくなった（腕は切断されなかったが、フッドの残りの人生で全く使えなくなった）。フッドの次の旅団指揮官イベンダー・ロー准将が師団の指揮を引き継いだが、指揮命令系統の混乱が南軍の攻撃力と方向を削ぐことになり、戦闘全体の行方に大きく影響した。
フッドはバージニア州リッチモンドで療養し、南軍の夫人達に社交的な印象を残した。1863年8月、有名な日記作者メアリー・チェスナットはフッドのことを次のように書いた。
フッドが悲しげなドン・キホーテの顔、自分を信じその十字架と王冠を信じた古き騎士の顔をして現れたとき、私たちは粗野なテキサス人の中でそのような理想に近い男に対する準備ができていなかった。彼は背が高く、ほっそりして、はにかみ屋である。目は青く髪は明るい。黄褐色の顎髭は量が多く、顔の下部を覆っている、全体の印象は不器用な強者のそれである。ある人は、彼の示す大いに控えめな作法が淑女の社交界でのみ示されると言った。（チャールズ・S・）ベナブル少佐は男の目に輝く戦闘の光について言うことをしばしば聞いたと付け加えた。彼は一度それを見た。リーからの命令をフッドに伝えた時、戦いの最も熾烈な最中に男が変貌するのを見た。フッドの目の激しい光を私は忘れることは無い。

#### チカマウガ
一方、西部戦線ではブラクストン・ブラッグ将軍の指揮する南軍が苦戦していた。リーはロングストリートの軍団をテネシー州に派遣し、フッドは9月18日にロングストリート軍に加わることができた。チカマウガの戦いではフッドの師団がブラザートン・キャビンで北軍の戦線を突破し、ウィリアム・ローズクランズ将軍の北軍を破った。しかし、フッドは再度重傷を負い、右足は尻の下4インチ (10 cm)を残して切断された。フッドの容態は重いものであり、軍医はフッドと一緒に切断した足を救急車に積み込み、共に墓に埋められるものと予測していた。チカマウガでのフッドの勇敢さ故に、ロングストリートは1863年9月20日付けで中将への昇進を推薦した。
その年の秋、リッチモンドでの2回目の療養の間に、フッドはアメリカ連合国大統領ジェファーソン・デイヴィスと友好を深め、その結果デイヴィスはフッドをさらに重要な役割へ昇進させることを決めた。

#### テネシー軍指揮官
1864年春、ジョセフ・ジョンストン将軍指揮下のテネシー軍が、テネシー州チャタヌーガからジョージア州アトランタに侵攻する北軍ウィリアム・シャーマンに対抗する作戦にかかわっていた。この作戦の間に、フッドはリッチモンドの政府に手紙を書き、ジョンストンの行動を厳しく批判した（フッドの地位にある者にとって極めて不適切と考えられる行動）。1864年7月17日、ピーチツリークリークの戦い直前、ジェファーソン・デイヴィスはジョンストンの後退を続ける戦略に我慢ができなくなり解任した。ジョンストンの軍団指揮官だったフッドが7月18日に暫定大将に昇進し、アトランタ入り口の直ぐ外にいたテネシー軍の指揮を任せられた。フッドはこの時33歳であり、南北戦争の両軍で1軍の指揮を任せられた者としては最も若い者になった。ロバート・E・リーはこの選択に反対してデイヴィスに助言し、フッドは「全てがライオンでありキツネではない」と言ったと考えられている（フッドの暫定大将昇進はアメリカ連合国上院で確認されることはなかった。中将としての任務は1865年1月23日に再開された）。
フッドはアトランタ方面作戦の残りを、彼を有名にした強い攻撃的行動で貫いた。その夏にシャーマンのアトランタ包囲を破るために就任直後のピーチツリークリークを初めとして4回大きな攻撃をしかけた。その攻撃はすべて失敗し、南軍は大きな損失を出した。最終的に1864年9月2日、フッドはアトランタを明け渡すこととし、できる限り多くの軍事物資と施設を焼いた。
シャーマンがアトランタで軍隊を再編し、その海への進軍の準備をする間、フッドとジェファーソン・デイヴィスはシャーマンを倒す戦略を考えようとした。その作戦はシャーマンのチャタヌーガからの通信線を攻撃し、続いてアラバマ州を抜けて北上し、テネシー州中部に入れば、シャーマンが脅威を感じて追跡してくるものと考えた。フッドの期待するところは、シャーマンに決戦を挑ませてこれを破り、テネシー州やケンタッキー州で新たに兵士を募り、カンバーランド渓谷を抜けて、ピーターズバーグで包囲されているロバート・E・リーの救援に向かうというものだった。しかし、シャーマンは乗って来なかった。その代わりに、ジョージ・ヘンリー・トーマス少将をテネシー州の北軍を統括するために派遣し、フッド軍に対する防衛を調整させ、シャーマン軍の大半はサバンナへ向けた行軍の準備を進めた。
フッドのテネシー方面作戦（フランクリン・ナッシュビル方面作戦）は1864年9月から12月まで続き、その間に7度の戦闘を行い、数百マイルを進んだ。11月29日、スプリングヒルの戦いでジョン・スコフィールド少将のオハイオ軍の大部分を破ることに失敗した後で、翌日のフランクリンの戦いでは、北軍の胸壁を破壊する試みも不成功となり、北軍がナッシュビルへ向けて妨害無しに撤退することを許した。2週間後、北軍のジョージ・トーマス将軍がナッシュビルの戦いで再度フッド軍を破り、フッド軍の大半が消滅して、南北戦争の間でも南軍にとって最大級の損失となった。ナッシュビルの惨劇のあと、テネシー軍の残兵はミシシッピ州に撤退し、フッドは1865年1月23日付けで大将としての任務を返上し、中将に戻った。
戦争が終わり近くなったとき、ジェファーソン・デイヴィスはフッドにテキサス州に行って新たな軍隊を起こすよう命じた。しかしテキサスに到着する前に、エドマンド・カービー・スミス将軍とそのテキサス軍が北軍に対して降伏し、フッド自身もミシシッピ州ナチェズで降伏した。フッドは1865年5月31日に仮釈放された。

### 戦後の経歴
戦後、フッドはルイジアナ州に転居し、綿花の仲介業者となり、また生命保険業のライフ・アソシエーション・オブ・アメリカの社長を務めた。1868年、ニューオーリンズ生まれのアンナ・マリー・ヘネンと結婚し、その後の10年間で3組の双子を含む11人の子供の父親になった。多くの慈善事業でも地域社会に貢献し、戦争の惨害に取り残された孤児、未亡人および傷痍軍人のための基金を立ち上げることを助けた。その生命保険業は1878年から1879年にかけての冬にニューオーリンズで流行した黄熱病のために破産した。フッド自身も黄熱病に感染し、妻や一番上の子供の死の数日後に死んだ。後には10人の貧窮した孤児が残され、ルイジアナ州、ミシシッピ州、ジョージア州、ケンタッキー州およびニューヨーク州の家庭に引き取られた。

## 記念
ジョン・ベル・フッドはニューオーリンズのメテーリー墓地にあるヘネン家の墓に埋葬されている。テキサス州フッド郡および同じくテキサス州のアメリカ陸軍基地フッド砦に、その名が記されている。
スティーブン・ビンセント・ベネットの詩『北バージニア軍 』にはフッドに関する辛辣な節がある。
Yellow-haired Hood with his wounds and his empty sleeve,（黄色い髪のフッド、傷だらけで袖は空っぽ）
Leading his Texans, a Viking shape of a man,（テキサス部隊を率いるバイキングのような男）
With the thrust and lack of craft of a berserk sword,（凶暴な刀の突きはあって手技は無い）
All lion, none of the fox.（すべてがライオン、キツネはいない）
When he supersedes Joe Johnston, he is lost, and his army with him,（ジョー・ジョンストンと入れ替わって、とまどっているが、軍隊がそこにいる）
But he could lead forlorn hopes with the ghost of Ney.（ネイの幽霊と共に絶望的な望みは導ける）
His bigboned Texans follow him into the mist.（骨太のテキサス部隊が霧の中を随いてくる）
Who follows them?（誰が随いてくるって？）
フランクリン・ナッシュビル方面作戦での敗北後、フッドの兵士達は『テキサスの黄色いバラ』の替え歌で、フッドについて皮肉を交えたユーモアを歌った。
My feet are torn and bloody,（足が裂けて血だらけだ）
My heart is full of woe,（心は悲しみで一杯）
I'm going back to Georgia（ジョージアに戻って行こう）
To find my uncle Joe.（アンクル・ジョーを見付けるために）
You may talk about your Beauregard,（ボーリガードのことを話してもいいよ）
You may sing of Bobby Lee,（ボビー・リーのことを歌ってもいい）
But the gallant Hood of Texas（しかし、テキサスの勇者フッドは）
He played hell in Tennessee.（テネシーで地獄を演出した）

## 大衆文化の中で
- 映画『神と将軍』および『ゲティスバーグ』の中で、フッドは俳優パトリック・ゴーマンが演じ、当時フッドは32歳だったはずだがかなり老けて見える。
- ミュージシャン兼俳優のリヴォン・ヘルムが2008年の映画『エレクトリック・ミスト 霧の捜査線 』でフッドを演じた。
- 1988年のロバート・スキミンによるもう一つの歴史小説『灰色の勝利』の基本前提では、フッドがアトランタの防衛を止め北軍に対して絶望的な攻撃を行う決断をしたことが、南部にとって戦争に勝つ最後のチャンスを無くさせたということになっている。スキミンの意見では、「動きの鈍い」ジョセフ・ジョンストンが指揮官のままであれば、兵士達は防塞の中に留まり、北部における1864年11月の大統領選挙まで長く引き摺る包囲の消耗戦を戦っていたであろうし、戦いに疲れた北部有権者はエイブラハム・リンカーン大統領の代わりにジョージ・マクレランを選んで、南部の認知によって戦争を終わらせただろうとしている。